# Tom Warrington
Tom Warrington (* 1952 in Toledo, Ohio) ist ein  US-amerikanischer Bassist des Modern Jazz.

## Leben und Wirken
Warrington begann seine Karriere 1977 in New York City und spielte drei Jahre in Buddy Richs Bigband und Trio. 1979 gehörte er zur Band des Trompeters John McNeil; außerdem arbeitete er mit Stan Getz, Dave Liebman und Hank Jones. In den 1980er Jahren zog er nach Los Angeles, wo er als Studiomusiker u. a. mit Freddie Hubbard, Billy Childs, Denny Zeitlin, Bob Florence, Joe LaBarbera, Mose Allison, Lennie Niehaus, Arturo Sandoval, Ron Kalina und Bill Perkins arbeitete und Peggy Lee und Rosemary Clooney begleitete. Er war auch neben seinen Aktivitäten in der Jazzszene der Westküste an Film- und Fernseh-Produktionen beteiligt, wie dem Soundtrack von Jodie Fosters Film „Das Wunderkind Tate“. Er trat im Hollywood Bowl in Randy Breckers Quintett auf, mit Billy Childs auf dem Montreal Jazz und dem North Sea Jazz Festival.
Neben seiner Tätigkeit als Musiker gründete er mit Joe LaBarbera das Label Jazz Compass, für das er auch zwei Alben einspielte, und veröffentlichte einige Lehrwerke für Bass („Essential Styles I & II“, „The Contemporary Rhythm Section“, „MasterTracks“ und „Crawl Before You Walk“). Er lehrt an der Fakultät der University of Nevada, Las Vegas und hat den Mastertitel in Komposition an der University of Illinois erworben. Warrington veröffentlichte unter eigenem Namen drei Alben auf Jazz Compass, die er mit dem Gitarristen Larry Koonse und Joe La Barbera am Schlagzeug einspielte.

## Diskographische Hinweise
- Corduroy Road (Jazz Compass, 1999)
- Back Nine (Jazz Compass, 2004)
- The Mountain (Jazz Compass, 2009)